# Harar och kaniner
Harar och kaniner (Leporidae) är en familj som tillsammans med piphararna utgör ordningen hardjur. De är landlevande däggdjur som förekommer över hela världen utom i Antarktis. I Australien och på Nya Zeeland förekommer endast de två introducerade arterna vildkanin och fälthare. Flera arter av familjen kallas kaniner, men avgränsningen mellan hare och kanin beror främst på yttre morfologiska kännetecken och inte på släktskap eller positionen i systematiken.

## Utseende
Harars och kaniners bakben är långa och anpassade för löpning. Några arter inom familjen kan nå en toppfart på 80 km/h en kort stund och 50 km/h över en längre sträcka. Hörsel och synsinne är välutvecklade. Harar och kaniner når en kroppslängd av mellan 25 och 70 centimeter samt en vikt mellan 0,4 och 7 kilogram. Pälsens färg varierar hos de flesta arterna mellan vit-, grå- och brunaktig. Inte alla arter har lika långa öron som harar i släktet Lepus men hos alla arter är örat längre än brett. De längsta öronen finns hos västlig antilophare (Lepus alleni) med upp till 17,3 centimeter. Den långsmala formen ger hörseln utpräglad riktverkan.
Harar och kaniner har kluven nos och kort uppåtriktad svans. Fötterna är på undersidan beklädda med tätt ställda hår som bildar elastiska borstar. Speciellt för harar och kaniner är att de har fyra framtänder i överkäken. Bakom de två främre tänderna ligger två små stiftformiga rudimentära tänder. I överkäken har de 6 kindtänder och i underkäken 5. Tandformeln för de flesta arterna är I 2/1 C 0/0 P 3/2 M 3/3, alltså 28 tänder.

## Utbredning
Familjens ursprungliga utbredningsområde sträckte sig över nästan alla kontinenter med undantag för Australien, södra Sydamerika och Oceanien. Idag saknas harar bara i Antarktis eftersom de introducerats på de övriga kontinenterna.

### Förekomst i Sverige
I Sverige förekommer arterna fälthare och skogshare, samt inplanterad europeisk kanin.

## Ekologi
Harar och kaniner lever i flera olika habitat, de förekommer i den arktiska tundran, på gräsmark samt i tempererade och tropiska skogar. De är växtätare och är främst nattaktiva. Familjens medlemmar kan även vara aktiva under skymningen och gryningen beroende på vädret. Individernas sociala beteende är beroende på art. Det finns medlemmar som bildar grupper och andra medlemmar som lever ensamma.
Födan utgörs bland annat av gräs, örter, blad och blommor. De är även koprofager - de avsöndrar först mjuk spillning och äter den sedan en gång till för att ta del av de näringsämnen som blivit tillgänglig efter matspjälkningen i blindtarmen.
Arterna i familjen förökar sig bra. Honan kan para sig flera gånger per år. Efter dräktigheten, som varar 25 till 50 dagar, föds vanligen två till åtta ungar, ibland upp till 15. Ungdjur från släktet Lepus är vanligen full utvecklade medan ungdjur av andra arter är blinda och nakna. De senare föds vanligen i ett underjordiskt bo.

## Systematik

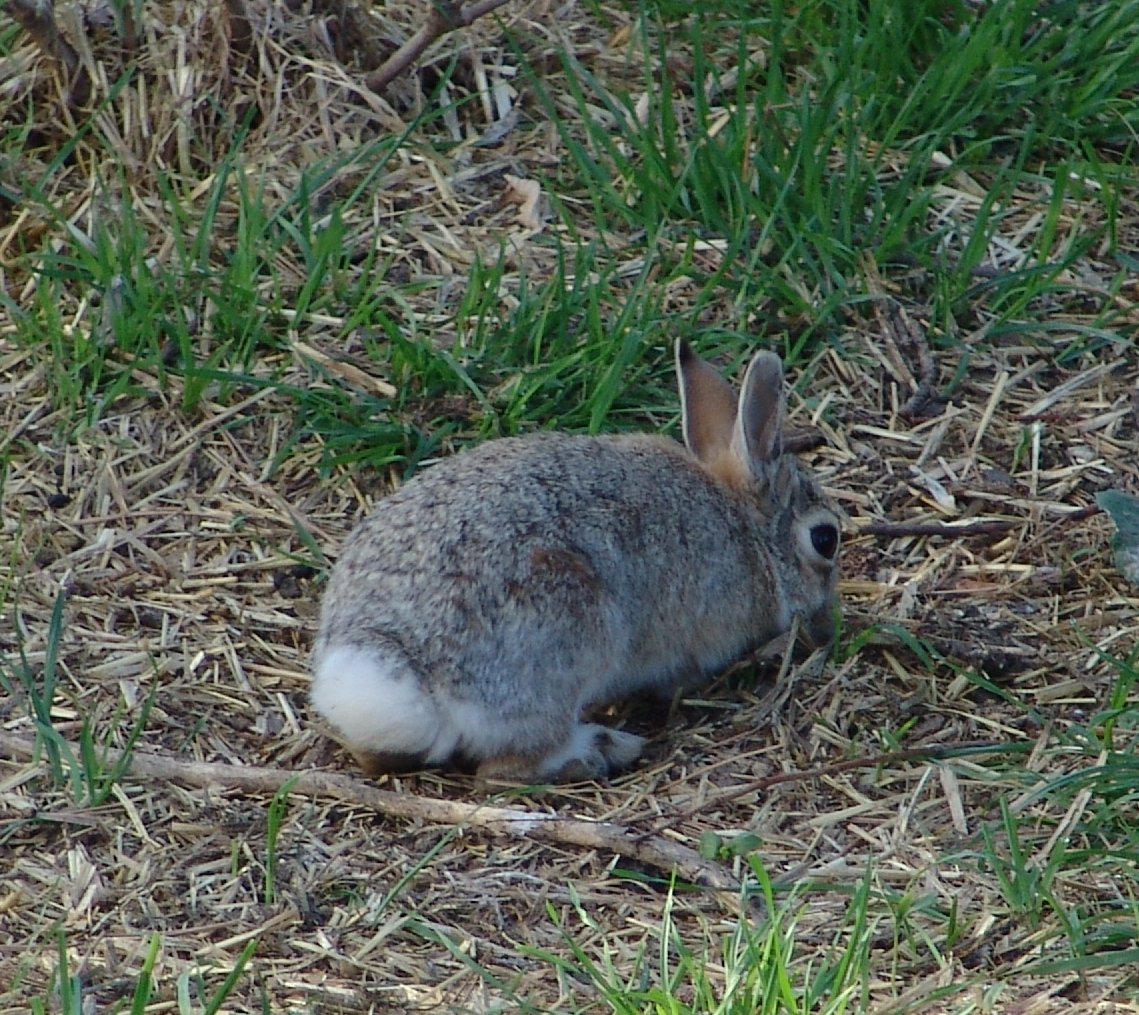
Svansen av bomullssvanskaniner, här bergskanin (Sylvilagus nuttallii), påminner om bomull.

Familjen harar och kaniner bildar tillsammans med familjen pipharar ordningen hardjur (Lagomorpha). Ordningens ställning i systematiken var länge omdebatterad. Tidigare räknades den ofta till ordningen gnagare, dock som underordningen dubbeltandade gnagare. Familjen omfattar enligt Hoffman et al. 2005 elva släkten som omfattar ett 60-tal arter av harar och kaniner, varav släktet Lepus utgör de typiska hararna. Ibland delas familjen upp i de två underfamiljerna Palaeolaginae och Leporinae.

### Evolution
De äldsta kända fossilen av harar och kaniner är från senare eocen. Familjen förekom under denna period i Nordamerika och Asien. Under evolutionens lopp anpassade sig familjen allt mer till ett springande och hoppande levnadssätt. Till exempel hade det utdöda släktet Palaeolagus, som levde under oligocen i Nordamerika, kortare bakre extremiteter än dagens harar och kaniner. Nya fynd från Kina och Indien, som är cirka 48 respektive 53 miljoner år gamla, visar tydliga kännetecken som är typiska för harar och kaniner. Utifrån dessa fossil antas att uppdelningen i familjerna harar och kaniner, och pipharar, skedde tidigare än hittills antagits.

### Släkten och arter
Familj Leporidae  - harar och kaniner
- Släkte Pentalagus
  - Amamikanin (Pentalagus furnessi)
- Släkte Bunolagus
  - Flodkanin (Bunolagus monticularis) - kallas ibland för flodbäddskanin.
- Släkte Nesolagus
  - Sumatrakanin (Nesolagus netscheri)
  - Annamitkanin (Nesolagus timminsi)
- Släkte Romerolagus
  - Vulkankanin (Romerolagus diazi)
- Släkte Brachylagus
  - Dvärghare (Brachylagus idahoensis), kallas även för dvärgkanin. Dvärgkaniner som finns att köpa i djuraffär är dock tama raser av europeisk kanin.
- Släkte Sylvilagus - bomullssvanskaniner
  - Undersläkte Tapeti
    - Kärrkanin, Sylvilagus aquaticus
    - Skogskanin (Sylvilagus brasiliensis)
    - Sylvilagus dicei
    - Omiltemekanin (Sylvilagus insonus)
    - Träskkanin (Sylvilagus palustris)
    - Sylvilagus varynaensis

  - Undersläkte Sylvilagus
    - Ökenkanin (Sylvilagus audubonii)
    - Sylvilagus cognatus
    - Mexikansk bomullssvanskanin (Sylvilagus cunicularis)
    - Östlig bomullssvanskanin eller vanlig bomullssvanskanin (Sylvilagus floridanus)
    - Tres Marias-kanin (Sylvilagus graysoni)
    - Bergskanin (Sylvilagus nuttallii)
    - Sylvilagus obscurus
    - Sylvilagus robustus

  - Undersläkte Microlagus
    - Buskkanin (Sylvilagus bachmani)
    - San José-kanin (Sylvilagus mansuetus)
- Släkte Oryctolagus
  - Europeisk kanin (Oryctolagus cuniculus)
- Släkte Poelagus
  - Centralafrikansk hare (Poelagus marjorita) - kallas även för Afrikansk hare
- Släkte Pronolagus
  - Större rödhare/rödkanin (Pronolagus crassicaudatus)
  - Jamesons rödkanin (Pronolagus randensis)
  - Smiths rödhare/rödkanin (Pronolagus rupestris)
- Släkte Caprolagus
  - Borstkanin (Caprolagus hispidus)
- Släkte Lepus - typiska harar
  - Undersläkte Macrotolagus
    - Västlig antilophare (Lepus alleni) - kallas ibland bara för antilophare.

  - Undersläkte Poecilolagus
    - Snöskohare (Lepus americanus)

  - Undersläkte Lepus
    - Polarhare (Lepus arcticus)
    - Alaskahare (Lepus othus)
    - Skogshare (Lepus timidus)

  - Undersläkte Proeulagus
    - Svartsvansad åsnehare (Lepus californicus) - kallas även västhare.
    - Sierrahare (Lepus callotis)
    - Kaphare (Lepus capensis)
    - Lepus flavigularis
    - Lepus insularis
    - Klipphare (Lepus saxatilis)
    - Ökenhare (Lepus tibetanus)
    - Lepus tolai

  - Undersläkte Eulagos
    - Lepus castroviejoi
    - Yunnanhare (Lepus comus)
    - Koreansk hare (Lepus coreanus)
    - Italiensk hare (Lepus corsicanus)
    - Fälthare (Lepus europaeus)
    - Iberisk hare (Lepus granatensis)
    - Manchurisk hare (Lepus mandschuricus)
    - Ullig hare (Lepus oiostolus)
    - Balehare (Lepus starcki)
    - Vitsvanshare (Lepus townsendii)

  - Undersläkte Sabanalagus
    - Lepus fagani
    - Savannhare (Lepus microtis)

  - Undersläkte Indolagus
    - Hainanhare (Lepus hainanus)
    - Svartnackad hare (Lepus nigricollis)
    - Burmahare (Lepus peguensis)

  - Undersläkte Sinolagus
    - Kinesisk hare (Lepus sinensis)

  - Undersläkte Tarimolagus
    - Yarkandhare (Lepus yarkandensis)

  - incertae sedis - arter med oklar undersläktesposition
    - Japansk hare (Lepus brachyurus)
    - Abessinsk hare (Lepus habessinicus)

## Harar och kaniner och människan

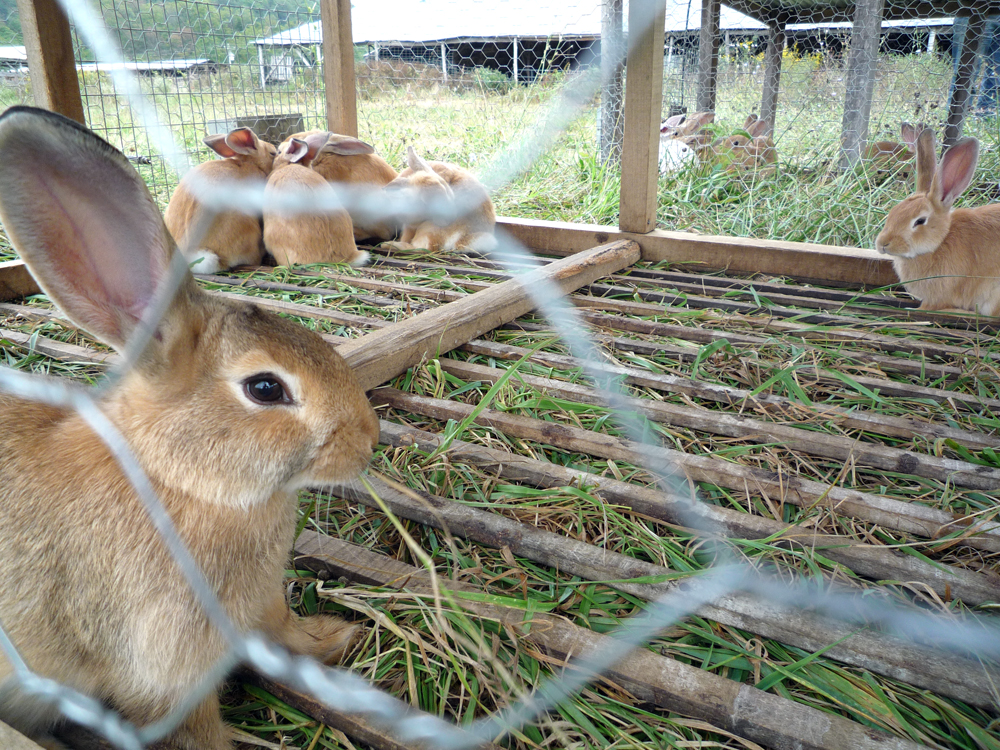
Tamkanin förekommer med flera raser som sällskapsdjur

Många harar jagas som vilt för pälsens och köttets skull. En del arter hölls för samma ändamål eller som boskap i burar. Kaniner som ofta gräver gångar i jordbruksmark bekämpas med gift eller konstgjorda sjukdomar.
IUCN listar bushmanharen (Bunolagus monticularis) som akut hotad (critically endangered), borstkanin (Caprolagus hispidus) och 6 andra arter som starkt hotade (endangered) och ytterligare 15 arter som mindre hotade (sårbar, nära hotad eller kunskapsbrist).